# Губичі (Самбірський район)
Гу́бичі — село в Україні, у Самбірському районі Львівської області. Орган місцевого самоврядування — Добромильська міська рада.
У 1928 році в Губичах проживало 665 осіб, серед яких було 64 школярі. 2001 року населення становило 534 осіб. Нині — 505.
У селі є дві муровані церкви,Свято-Воскресенський храм побудований 1908 року, храм Собору Пресвятої Богородиці УГКЦ освячений 8 січня 2017 року.

## Географія
У селі річка Шлямувка впадає у річку Бібіску.

## Населення

### Мова
Розподіл населення за рідною мовою за даними перепису 2001 року:
| Мова       | Кількість | Відсоток |
| ---------- | --------- | -------- |
| українська | 532       | 99.63%   |
| російська  | 2         | 0.37%    |
| Усього     | 534       | 100%     |

## Храм Зіслання Святого Духа
В лісі поблизу Губичів є Храм Зіслання Святого Духа (1464 року, за іншими даними у 1453 році, народна назва «Пастушкова церква»). За роки радянської влади церква була занедбана і практично зруйнована.
Релігійний піший маршрут «Дорога на Кальварію» («Кальварія Пацлавська»; цим маршрутом ще за часів Польщі галичани йшли на прощу до Кальварії) — щороку в другу неділю серпня прочани та священнослужителі ідуть цим маршрутом і, згідно з християнськими традиціями, моляться в дерев'яній каплиці та храмі Зіслання Святого Духа.
Пастушкова церква. Розташована трохи на захід від села Губичі, на одній з мальовничих галявин. З походженням церкви пов'язана така легенда: «Якось у давні часи на цій галявині парубок пас худобу. Втомлений, ліг відпочити й задрімав. І приснилось йому, що худоба вся розбіглась. З розпочу пастух заплакав гіркими сльозами, а коли розплющив очі, то побачив, що стоять його корівки довкола нього з похиленими головами». За легендою, на тому місці де впали сльози пастуха, утворилося цілюще озеро. Саме там було споруджено каплицю, викопано криницю, а неподалік згодом збудовано церкву, яку назвали Пастушковою.
Церква була свідком багатьох подій. Кажуть, що повз неї не раз проходили ординці. Вони й залишили під хрестом свій знак — півмісяць. Згодом церква була відновлена громадою села Губичі. На честь цієї події місцеві жителі (автор слів В. Колужинський) склали пісню, яка тепер часто звучить на урочистостях: Пройшли роки, і знову ми про тебе
Спам'ятали.
Пройшли роки, та ми стежки
До тебе добре знали.
Приспів: Церква свята, довгі літа
Ти в самоті стояла.
Лиш звір і птиця лісова
Тебе розвеселяли.
Сьогодні ти мов та зоря, Що шлях нам показала.
Сьогодні ти вже не сумна 
— Ти радо нас прийняла.
Приспів: Тепер ми знову назавжди
З тобою поєднались, Щоб ті стежки, що тут вели, Більш не заростали.
Приспів: Пройшли роки, пройдуть віки, Як день за днем минає.
Життя пройде, як довгий сон, Лиш віра не вмирає.

## Храм Собору Пресвятої БогородиціУГКЦ
Владика Григорій освятив храм Собору Пресвятої Богородиці в с.Губичі на Старосамбірщині в Самбірському районі.
8 січня, в свято Собору Пресвятої Богородиці, владика Григорій, єпископ-помічник Самбірсько-Дрогобицької єпархії, відвідав парафію с. Губичі на Старосамбірщині. Під час душпастирського візиту єпископ освятив новозбудований храм на честь Собору Пресвятої Богородиці.
Відтак у новопосвяченій церкві владика Григорій відслужив Божественну Літургію. Під час проповіді єпископ звернув увагу вірних на приклад віри Пресвятої Родини - Пресвятої Богородиці і св. Йосифа Обручника, які всеціло довірили себе Божому Промислу.
Наприкінці богослужіння єпископ подякував о. Андрію Устрицькому, адміністратору парафії, та його попереднику о. Андрію Древняку, а також жертводавцям, будівничим і громаді вірних, які впродовж багатьох років трудились над будівництвом храму. Упродовж багатьох років місцева греко-католицька громада чисельністю 20 родин молилась у невеликому будинку. Наріжний камінь під будівництво новопосвяченої церкви 20 квітня 2012 року Божого освятив владика Ярослав, єпископ Самбірсько-Дрогобицький.
Самбірсько-Дрогобицька єпархія УГКЦ [Архівовано 16 квітня 2022 у Wayback Machine.]

## Пам'ятки
- У селі Губичі є пам'ятний хрест 1848 року на честь скасування панщини. На хресті є напис: «Сей хрест на пам'ять знесення панщини 15 травня 1848».[4][5]

- Церква Святого Духа

Адреса: с. Губичі, Самбірський р-н, Львівська обл. 82041
Юрисдикція: Львівська митрополія, Самбірсько-Дрогобицька єпархія УГКЦ 
У лісі, за три кілометри від с. Губичі, що на Старосамбірщині, стоїть дерев’яна церковця Святого Духа, побудована за різними версіями у 1453 р. або 1630 р. Цей старенький храм люди ще називають «Пастушкова церква». Цю народну назву пояснює давня легенда. Колись на тому місці, де сьогодні стоїть храм, хлопчина пас корови та й розгубив їх. Довго шукав, але ніяк не міг знайти. Тоді звернув очі до неба і зі щирою молитвою прохав Господа допомогти в біді. Молячись, хлопчина заснув, а коли прокинувся, то побачив, що всі корови біля нього. Після такого випадку на цьому місці було поставлено хрест, а згодом і збудовано церкву.
Біля храму завжди з процесіями гуртувалися люди не лише з навколишніх сіл і міст, а й зі всієї Західної України. Вони споруджували тут намети, ночували в них, у церкві сповідалися і вже з чистими серцями вирушали на святу Пацлавську гору (відстань від Пастушкової церкви до Пацлава 3 км). Згідно з літописом, уже в 1301 р. на горі стояла дерев’яна церква Святого Симеона Стовпника. Згодом у цій церкві з’явилася ікона Богородиці, яку, відповідно до підпису на ній, написав «чернець Лаврентій року Божого 1409».
У 1923 р., під час святкувань ювілею священномученика Йосафата (Кунцевича) Владика Йосафат (Коциловський) освятив Хресну дорогу при церкві на Пацлавській горі, яка й отримала назву «Кальварія». На сьогодні, внаслідок історичних перипетій – передачі Польщі споконвічних українських земель, значна частина Кальварійської хресної дороги знаходиться на території сусідньої Польщі. Храм на Пацлавській горі та каплички Хресної дороги зруйновано. Оригінал чудотворної ікони в 1945 р. пропав.
Копія Пацлавської чудотворної ікони Богородиці нині належить греко-католицькій громаді Губич. Щороку прощі до церкви Святого Духа відбуваються 14 серпня, у день Святих Макавейських мучеників. У цей день прочани випрошують у Пацлавської Божої Матері ласки для себе, своїх родин, Церкви та українського народу.
Карта УГКЦ

## Природно-заповідні території
- Добромильський заказник — лісовий заказник місцевого значення.
- Скельний дуб (заповідне урочище).

## Відомі люди
Уродженцем села є архітектор Процак Ярослав Михайлович.